# Subjunktion

Die Subjunktion ist nur dann falsch, wenn A richtig und B falsch ist. Dieser Bereich ist im Venn-Diagramm weiß.
Es gilt klassisch

Subjunktion (lateinisch subiungere ,unterordnen‘) oder Konditional (lateinisch condicio ‚Beschaffenheit, Zustand, Bedingung, Verfassung‘) oder auch materiale Implikation (lateinisch materia ‚das, woraus etwas besteht‘ und implicare ‚umfassen‘) wird in der Logik eine Aussage genannt, die mit dem Junktor „Wenn-dann“ aus zwei anderen Aussagen zusammengesetzt ist, zum Beispiel die Aussage „Wenn ein elektrischer Strom fließt, dann erwärmt sich die Leitung“.
Zwischen der Subjunktion oder materialen Implikation – oder dem Konditional – als einer objektsprachlichen Verknüpfung, die zwei Aussagen zu einer neuen Aussage derselben Sprachebene verknüpft, und der metasprachlichen Implikation muss sorgfältig unterschieden werden. Die metasprachliche Implikation ist eine Aussage über zwei Aussagen, zum Beispiel eine solche Aussage: „Die Aussage ‚Es regnet‘ impliziert die Aussage ‚Die Straße ist nass.‘“ Der Zusammenhang zwischen Subjunktion (als materialer Implikation) und metasprachlicher Implikation besteht darin, dass eine Implikation „Die Aussage ‚A‘ impliziert die Aussage ‚B‘“ genau dann zutreffen kann, wenn die Subjunktion „Wenn A, dann B“ zutrifft.

## Klassische Subjunktion
In der klassischen Logik werden nur wahrheitsfunktionale Aussageverbindungen verwendet, das heißt nur solche, bei denen der Wahrheitswert der Aussagenverknüpfung allein von dem Wahrheitswert der Teilaussagen abhängt. Bereits Philon von Megara verstand konditionale Aussagen so, wie eine Verknüpfungstafel die wahrheitsfunktionale Subjunktion oder seq-Funktion durch folgende Wahrheitstabelle definiert („w“ steht für „wahr“; „f“ steht für „falsch“):
| {\displaystyle a} | {\displaystyle b} | {\displaystyle a\rightarrow b} |
| ----------------- | ----------------- | ------------------------------ |
| w                 | w                 | w                              |
| w                 | f                 | f                              |
| f                 | w                 | w                              |
| f                 | f                 | w                              |

Als Symbol für den Junktor wird in formalen Sprachen ein einfacher Pfeil {\displaystyle \rightarrow }, insbesondere im angelsächsischen Bereich in Anlehnung an die Peano-Russellsche Schreibweise auch die Kurve {\displaystyle \supset } („Hufeisen“) verwendet, gelegentlich auch der Pfeil mit zwei Querstrichen {\displaystyle \Rightarrow }.
In der polnischen Notation wird für die materiale Implikation der Großbuchstabe C verwendet, sodass die Aussage „Wenn a, dann b“ als „Cab“ geschrieben würde.
Gottlob Frege drückt in seiner Begriffsschrift, der ersten Formalisierung der klassischen Prädikatenlogik, das Konditional „Wenn A, dann B“ durch  aus.
Die Subjunktion {\displaystyle A\rightarrow B} entspricht {\displaystyle \neg A\lor B}. Die Negation {\displaystyle \neg (A\rightarrow B)} entspricht {\displaystyle A\land \neg B}.
Eine Besonderheit der Subjunktion führt häufig zu Missverständnissen, den Paradoxien der materialen Implikation. So ist z. B. der Satz: „Wenn {\displaystyle 2\cdot 2=5} ist, dann ist der Mensch unsterblich“ als Gesamtaussage wahr, weil der Vordersatz „{\displaystyle 2\cdot 2=5}“ falsch ist. Daraus folgt jedoch nicht die Wahrheit des Folgesatzes „Der Mensch ist unsterblich“, denn es muss zwischen der Gesamtaussage „Wenn A, dann B“ und der Einzelaussage B unterschieden werden. Wenn die gesamte Subjunktion {\displaystyle A\rightarrow B} wahr ist, so heißt das nicht, dass automatisch auch der einzelne Folgesatz B wahr ist.

## Dialogische Implikation
In der dialogischen Logik wird das logische Beweisen durch ein regelgeleitetes Spiel zwischen zwei Dialogpartnern, Proponent (P) und Opponent (O) ersetzt. Eine Aussage ist dann gültig, wenn der Gegner alle nach den Regeln erlaubten Züge ausgeschöpft hat, um sie anzugreifen, und sie jeweils verteidigt werden konnte. Gelingt dies nicht, ist sie ungültig. Hier ist die Subjunktion durch eine „Partikularregel“ im Dialogspiel definiert. Die Partikularregeln legen fest, wie eine komplexe Aussage durch Angriffe bzw. Verteidigungen der Partikularaussagen widerlegt oder bestätigt werden kann. Um unerwünschte semantische Konnotationen zu vermeiden, wird der Junktor in der Dialogischen Logik üblicherweise nicht Subjunktion, sondern Implikation genannt
| Zug | O                  | P                              |
| --- | ------------------ | ------------------------------ |
| 1   |                    | {\displaystyle A\rightarrow B} |
| 2   | {\displaystyle A?} | {\displaystyle B}              |

BeispielDer Proponent (P) (oder Verteidiger) stellt eine Behauptung mit der Form einer Implikation auf, z. B. „Wenn die Benzinpreise weiter steigen, nimmt der Autoverkehr ab“; (A) sei „Die Benzinpreise steigen weiter“, (B) sei: „Der Autoverkehr nimmt ab“. Also behauptet P: {\displaystyle A\rightarrow B}. Um diese Behauptung „anzugreifen“, fordert der Opponent auf, (A) anzunehmen – A anzuzweifeln hätte keine Folgen für die Wahrheit der Implikation (ex falso quodlibet). Nun muss der Proponent also B behaupten. In der Folge kann der Opponent damit B direkt angreifen. Abhängig vom gewählten (ggf. intuitionistischen) Rahmenregelsystem und ob man die Rolle Proponent oder Opponent einnimmt, ist dahingehend eine Strategie zu entwickeln, entweder den Opponenten zu einer Verteidigung der Aussage A zu verpflichten, oder den Proponenten dazu zu bringen, dass B verteidigt werden muss.